# Zlatko Šimenc
Zlatko Šimenc   (Zagreb, 29 de novembre de 1938) és un waterpolista i jugador d'handbol croat, ja retirat, que va competir sota bandera iugoslava durant les dècades de 1950 i 1960.
El 1960 va prendre part en els Jocs Olímpics d'Estiu de Roma, on fou quart en la competició del waterpolo. Quatre anys més tard, als Jocs de Tòquio, guanyà la medalla de plata en la mateixa prova.
En el seu palmarès també destaquen tres medalles al Campionat d'Europa de waterpolo, de plata el 1958 i de bronze el 1962 i 1966. Als Jocs del Mediterrani guanyà dues medalles, d'or el 1959 i de plata el 1963. A les Universíades de 1959 guanyà una medalla d'or. De 1957 a 1967, va jugar 101 partits amb la selecció iugoslava.
A nivell de clubs jugà al Mladost entre va 1956 i 1976. Va guanyar la lliga iugoslava en quatre ocasions, el 1962, 1967, 1969 i 1971, i quatre edicions de la Copes d'Europa de Waterpolo, el 1968, 1969, 1970 i 1972.
Des de 1971, i fins a la seva retirada, el 1976, fou jugador i entrenador del Mladost, guanyant la Recopa d'Europa i la Supercopa d'Europa de 1976.
Com a jugador d'handbol arribà a jugar 24 partits amb la selecció nacional de Iugoslàvia.
Paral·lelament va exercir com a oficial esportiu a les federacions de waterpolo iugoslava (1980-82) i croata (1992-96) i va ser membre del Comitè Olímpic de Croàcia (1991-95).